# Antoine Le Pautre
Antoine Le Pautre, oppure Lepautre, o Le Paultre (Parigi, 15 gennaio 1621 – Parigi, 1691), è stato un architetto, decoratore e incisore francese, considerato tra i più creativi dei primi anni del regno di Luigi XIV di Francia.
Era fratello minore dell'incisore Jean Le Pautre.

## Biografia

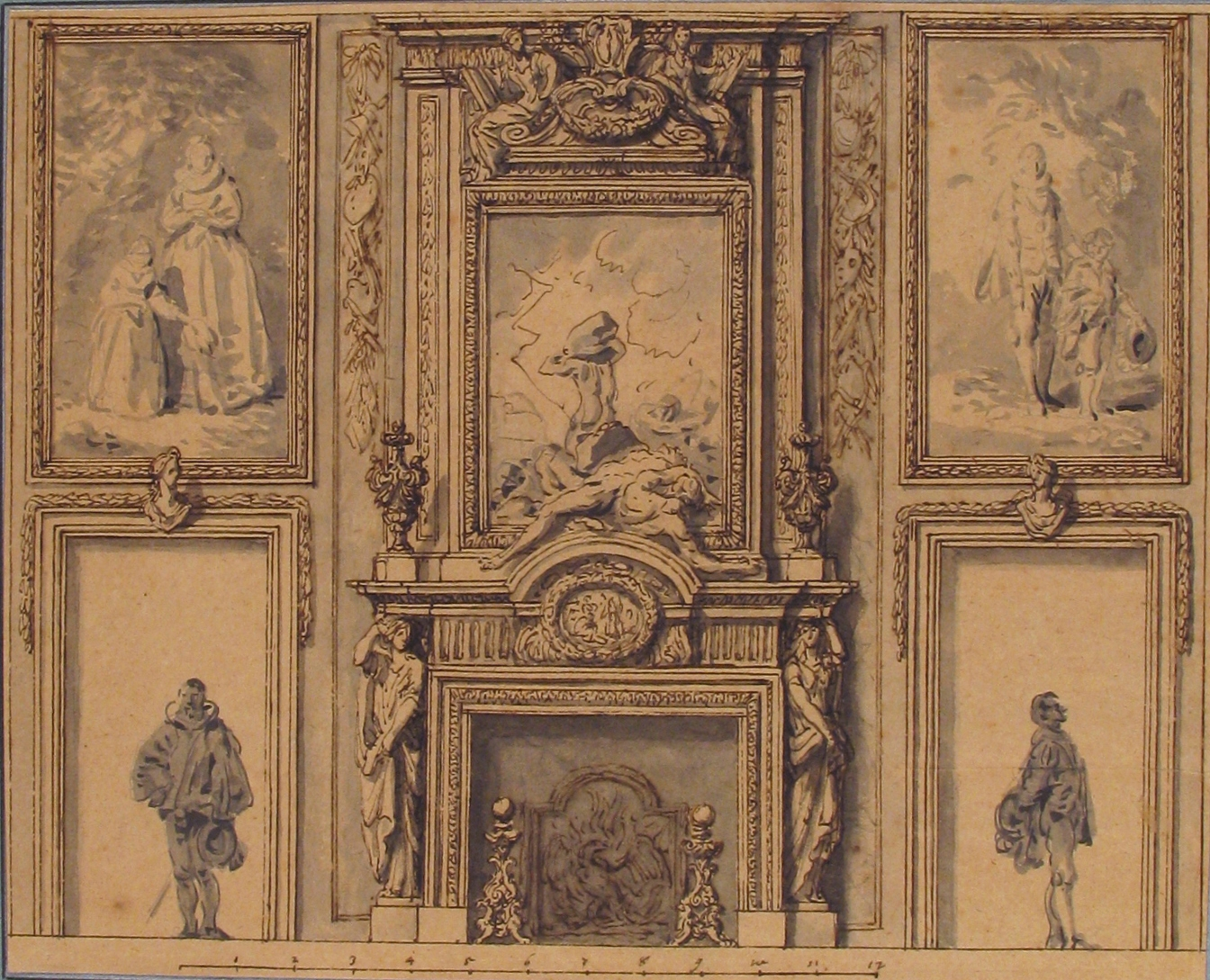
Design per una decorazione a parete con mensola del camino e due figure, 1650-1670, Metropolitan Museum of Art

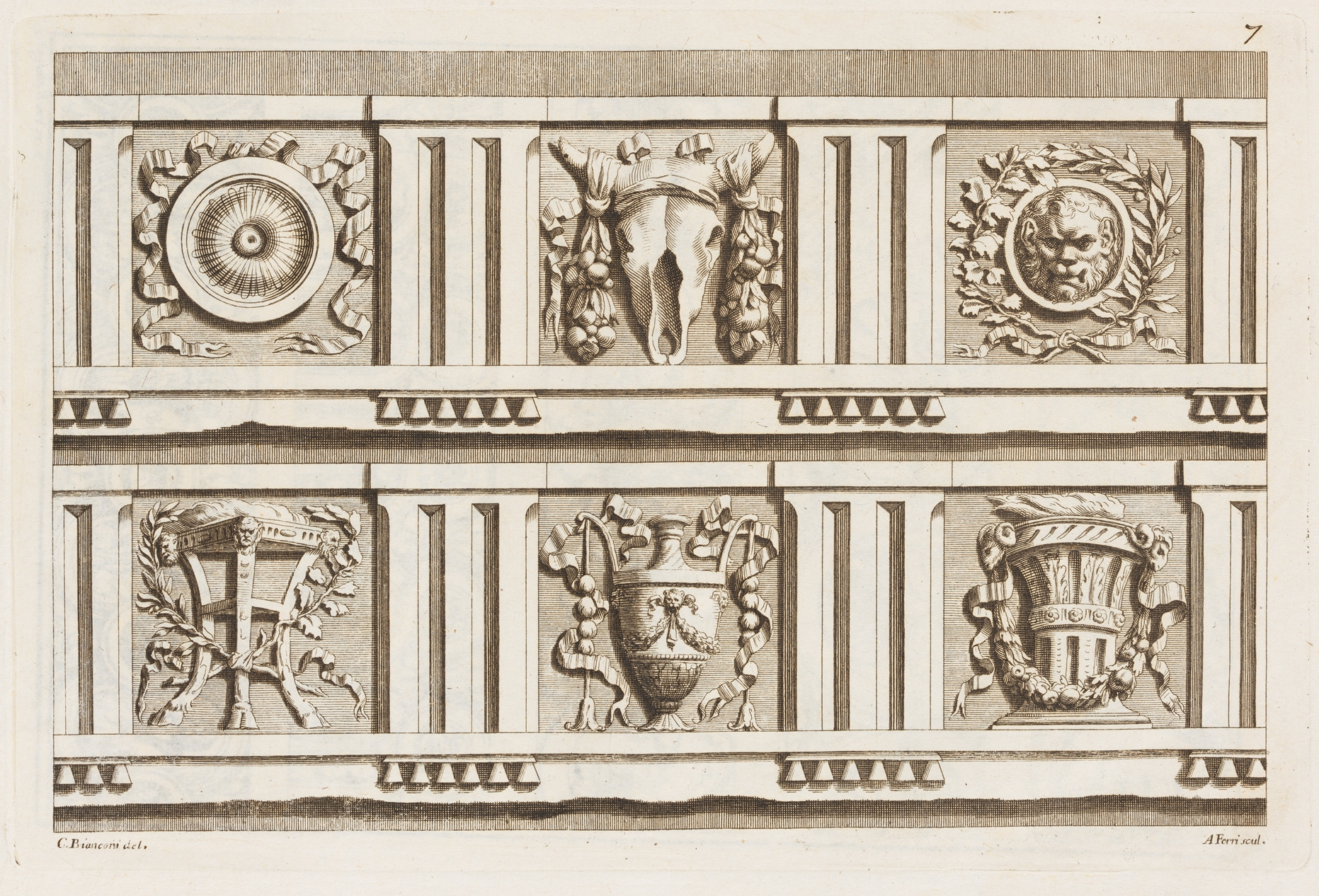
Esemplare di alcuni ornati, Metropolitan Museum of Art

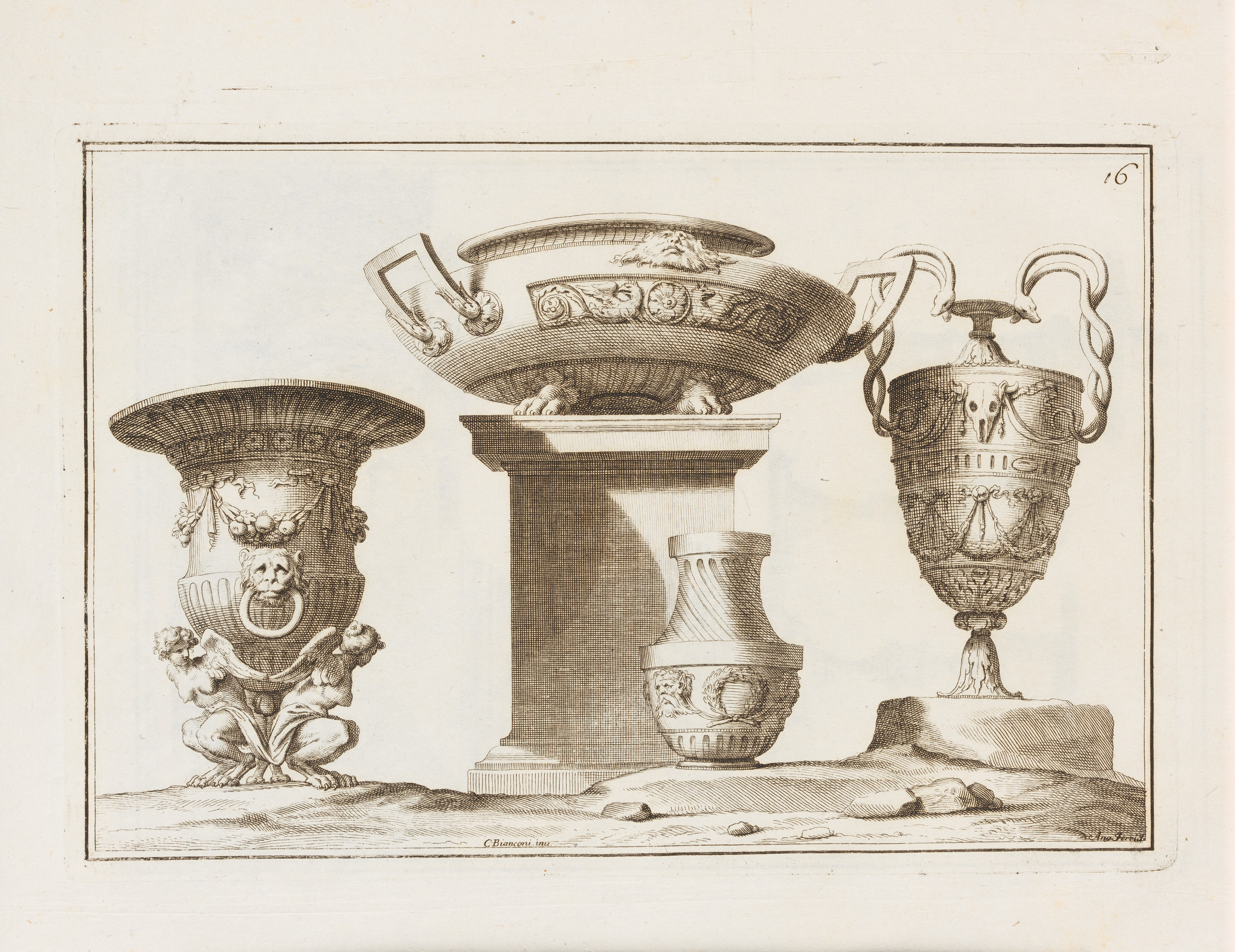
Esemplare di alcuni ornati, Metropolitan Museum of Art

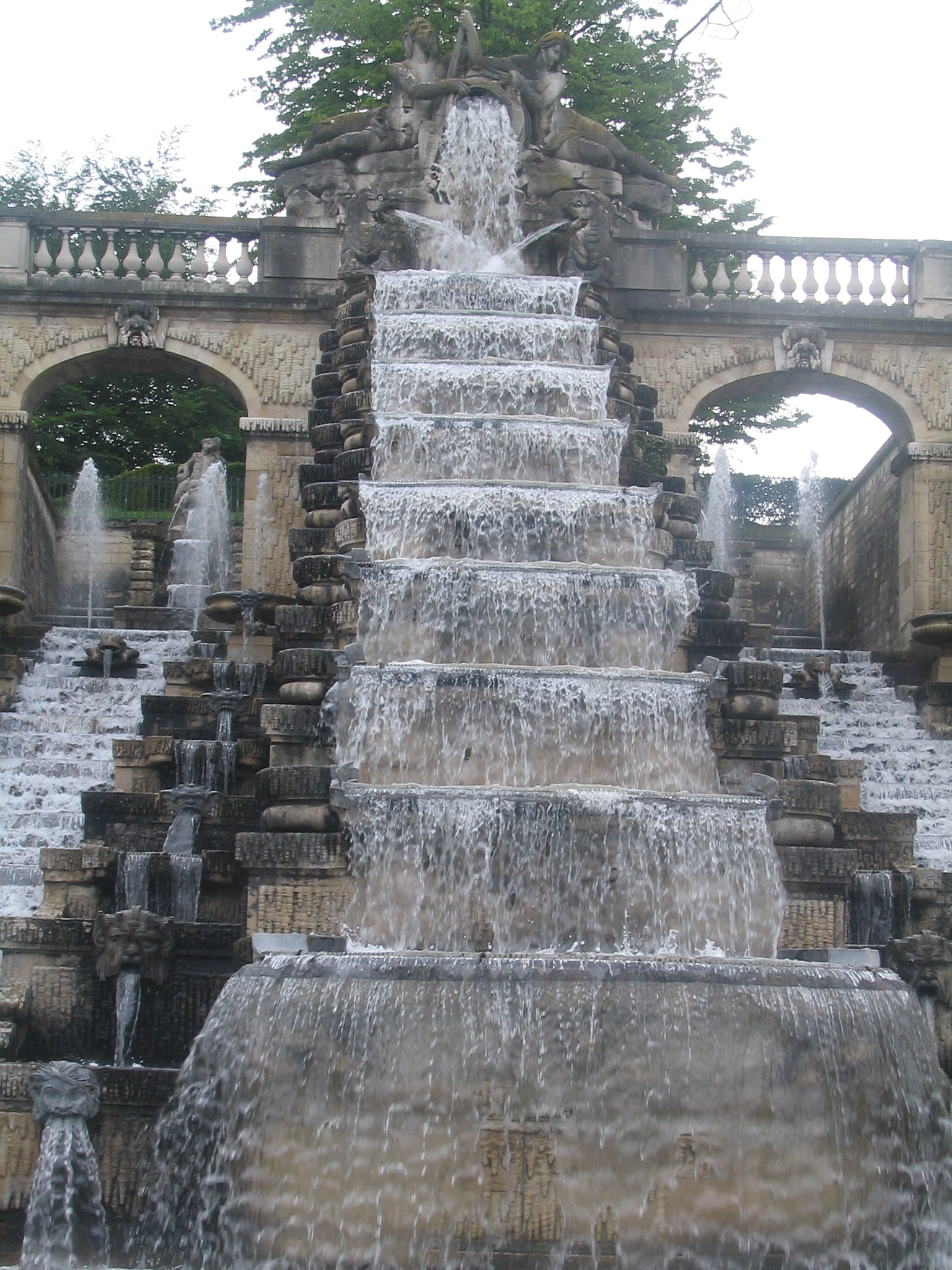
Castello di Saint-Cloud, la Grande Cascata, 1662-1664

Le Pautre nacque in una famiglia di architetti, scultori e decoratori, e lavorò come architetto seguendo lo stile dei maestri François Mansart e Louis Le Vau, creatori del classicismo barocco francese, ossia lo Stile Luigi XIV.
Le Pautre fu nominato architetto degli edifici del re nel 1644 e accademico nel 1671.
Progettò poi nel 1646 la chapelle del monastero di Port-Royal, un edificio caratterizzato dallo stile austero in linea con la sobrietà giansenista, e subito dopo l'Hôtel de Fontenay-Mareuil.
Le Pautre pubblicò Desseins de plusieurs palais (Disegni per diversi palazzi) nel 1653, dedicato al cardinale Giulio Mazzarino, un volume di incisioni che include un famoso progetto per un immenso castello.
Fu incaricato nel 1654 di progettare l'Hôtel de Beauvais a Parigi, costruito per Pierre de Beauvais e sua moglie Catherine Henriette Bellier, che è considerato il suo capolavoro per la sua ingegnosa costruzione irregolare, con una distribuzione planimetrica originale e interessante, in cui nessun lato dell'edificio è parallelo all'altro.
Tra gli altri suoi progetti si ricorda l'Hôtel des Garden a Versailles.
Nel 1659 Le Pautre fu nominato direttore dei lavori di costruzione del duca d'Orléans, fratello del re.
La sua grande cascata barocca al castello di Saint-Cloud (circa 1662-1664) è stata una delle sue creazioni più belle.
Le Pautre passò gli ultimi anni a restaurare il teatro e le altre stanze del Palais-Royal.
Tra le attribuzioni si possono menzionare la chiesa dei Giacobini a Lione, le ali del castello di Saint Cloud, alcuni hôtel particuliers parigini e attorno alla capitale.
Il suo stile costruttivo ha alternato per tutta la sua carriera tra disegni barocchi drammatici e fantasiosi influenzati da modelli italiani e strutture più semplici e più sobrie, come si può apprezzare nel libro Les Oeuvres d'Architecture d'Antoine Le Pautre, pubblicato nel 1652, che comprende disegni di case, talvolta non realizzate per la grande imponenza e creatività; alcune di queste evidenziarono un'anticipazione dello stile Rococò.
Le sue pubblicazioni sembrano aver influenzato l'architetto inglese Christopher Wren e l'architetto tedesco Andreas Schlüter.
Il fratello Jean Le Pautre (1618-1682), apprendista presso l'ebanista Adam Philippon, si dimostrò uno dei più autorevoli incisori d'ornati del XVII secolo; i suoi più importanti lavori furono raccolti nel libro Oeuvres d'Architecture de Jean Le Pautre (1751).
Il nipote Pierre Le Pautre (1660-1744) fu un eccellente scultore, architetto ed incisore, soggiornò e approfondì la sua formazione a Roma: scolpì gruppi mitologici alle Tuileries, tra i quali Enea e Anchise, Arria e Peto, Il fauno e la cerva; lavorò anche alla reggia di Versailles.